# Pozuelo de Alarcón
Pozuelo de Alarcón é um município da Espanha, na Comunidade Autónoma de Madrid, com 84.989 habitantes.

## Economia
É o município com mais de 1000 habitantes mais próspero de Espanha, com uma taxa de renda bruta declarada de 69.136 euros por ano por habitante.
Nesta zona residem muitos dos grandes executivos das grandes companhias com sede na capital, empresários de êxito e um grande ramalhete de famosos nos condomínios de luxo espalhados pelo município.